# Distretto di Hakkâri
Il distretto di Hakkâri (in turco Hakkâri ilçesi) è uno dei distretti della provincia di Hakkâri, in Turchia.